# إيدنريد
إيدنريد ، المعروفة سابقًا باسم أكور للخدمات ، هي شركة تقدم خدمات الدفع الدولية.

## تاريخ الشركة

### تكامل المؤسسة وأكور (1950 - 2009)
قام جاك بوريل بإنشاء قسيمة طعام في فرنسا تسمى تيكت ريستوران في عام 1962 م. كان مستوحى من قسيمة الغداء الأصلية، وهو مفهوم تم إطلاقه في المملكة المتحدة في عام 1954 وشركة تيكت ريستوران التي أسسها جون هاك في عام 1955،  وقد أقر مرسوم حكومي فرنسي، صدر في عام 1967، رسميًا قسيمة الوجبة كميزة للموظفين . تم إطلاق المفهوم خارج فرنسا ابتداءً من عام 1976. بدأ مطعم تيكت ريستوران ومتغيره المحلي تكيت أليمنشن في الانتشار إلى بلدان أخرى في أوروبا وأمريكا اللاتينية ، بما في ذلك البرازيل والمكسيك . 
أصبحت شركة تيكت ريستوران، والتي كانت شركة تابعة لشركة أكور منذ عام 1983 م، شركة أكور للخدمات في عام 1998 م. وكانت شركة أكور قد استحوذت أيضًا على قسائم الغداء قبل عام واحد. وبذلك تم دمج الكيانين تحت الاسم الجديد أكور للخدمات.
في سبتمبر 2007، استحوذت شركة أكور للخدمات على حصة 98.3% من شركة بريباي للتكنولوجيا المحدودة، الشركة الرائدة في المملكة المتحدة وقائدة السوق في مجال بطاقات الدفع المسبق، مقابل 55 مليون يورو.

### تأسيس شركة إيدنريد (2010 - حتى اليوم)
بعد تقسيم أعمال الفنادق والخدمات المدفوعة مسبقًا لشركة أكور، أصبحت خدمات أكور تسمى إيدنريد في يونيو 2010.  تم إدراج المجموعة في بورصة نيويورك يورونيكست باريس في 2 يوليو 2010. تم تعيين جاك ستيرن رئيسًا تنفيذيًا .
أطلقت إيدنريد أيضًا بطاقة تذكرة إضافية في ألمانيا (السلع الأساسية: الطعام والوقود والوجبات)، تذكرة ثقافية في البرازيل (السلع والخدمات الثقافية)،  وبرنامج فرايديز الصحابية للولاء في الهند ، والذي تديره شركتها التابعة أكينيف بالهند بي في تي المحدودة. 
في عام 2014، استحوذت شركة إدنريد على شركة سي 3، الشركة الرائدة في سوق بطاقات رواتب الموظفين في دولة الإمارات العربية المتحدة .  كما استحوذت المجموعة على 34% من شركة يو تي أيه، ثاني أكبر شركة لإصدار بطاقات الوقود في أوروبا، قبل زيادة حصتها إلى 51% في يناير 2017 إلى 66% في عام 2018 و100% في عام 2020. 
أصبح برتراند دومازي رئيسًا ومديرًا تنفيذيًا لشركة إيدنريد في 26 أكتوبر 2015. 
تحولت المجموعة إلى التركيز على المنتجات الرقمية وأطلقت بطاقة قسائم الغذاء في فرنسا في أبريل 2014. اعتبارًا من عام 2021، تم توليد 90% من حجم أعمال المجموعة حول العالم من المنتجات الرقمية.  
في عام 2016، بدأت المجموعة عملية تحول واسعة النطاق كجزء من خطتها الاستراتيجية للتقدم السريع (2016-2019). في ذلك العام، أطلقت شركة أدنريد أيضًا أعمال خدمات الدفع للشركات واستحوذت على عمليات شركة إمبراتك في البرازيل .  في نوفمبر 2018، أعلنت شركة إدينريد عن استحواذها على شركة كوربريت سيبندينج للمبتكرات، وهي شركة متخصصة في المدفوعات الإلكترونية بين الشركات، مقابل 600 مليون دولار. 

## توسع الشركة

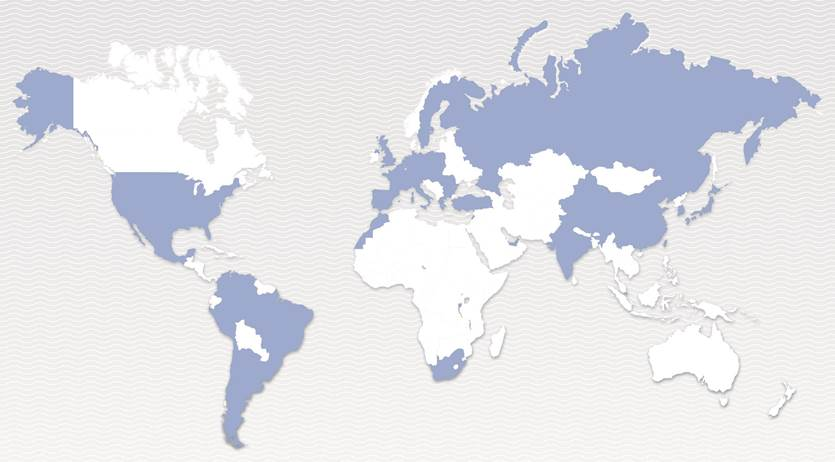
لدى شركة إدينريد شركات تابعة في 46 دولة.

تعمل شركة إدينرد في 46 دولة ولديها أكثر من 10000 موظف. انتقلت المجموعة إلى بلدان جديدة منذ عام 2010: فنلندا في عام 2011، واليابان في عام 2012، وروسيا ، والإمارات العربية المتحدة في عام 2014، ومولدوفا في عام 2018. 

### الاستشهادات
1. 1 2 3 4  مذكور في: SIRENE. آخر تحديث: 26 مارس 2022. لغة العمل أو لغة الاسم: الفرنسية.
2. 1 2  مُعرِّف سجل الشفافيَّة في الاتحاد الأوروبي: 73495934859-01. الوصول: 22 مايو 2022.
3. ↑  وصلة مرجع: https://www.lobbyfacts.eu/datacard/edenred?rid=73495934859-01.
4. ↑  "EDENRED". يورونكست.
5. ↑  مذكور في: رسم قوقل البياني المعرفي. الوصول: 18 يونيو 2020. مُعرِّف قاعدة البيانات الحُرَّة (Freebase): /m/0kv9fbr.
6. 1 2 3  "Comptes consolidés & notes annexes 2023" (PDF). إيدنريد. 27 فبراير 2024.
7. ↑  Reporter, our own (6 Feb 2019). "Luncheon vouchers help workers get cheaper meals – archive, 1957". The Guardian (بالإنجليزية البريطانية). ISSN:0261-3077. Retrieved 2023-06-27.
8. ↑  "Edenred: Who are we?". edenred.com. 2022.
9. ↑  "press release Edenred" (PDF). مؤرشف من الأصل (PDF) في 2016-03-04. اطلع عليه بتاريخ 2015-11-13.
10. ↑  "PR Ticket Cultura".
11. ↑  "Loyalty Programs from India's No. 1 in loyalty services". Accentiv' India (بالإنجليزية الأمريكية). Retrieved 2020-09-03.
12. ↑  "Edenred s'emplante dans les Emirats avec le rachat de 50% de C3 card". Le Revenu (بالفرنسية). 12 May 2014. Archived from the original on 2023-10-31. Retrieved 2022-03-18.
13. ↑  "Edenred now owns 100% of UTA". Globenewswire.com. مؤرشف من الأصل في 2024-11-27.
14. ↑  "B.Dumazy / Edenred Reuters". مؤرشف من الأصل في 2023-11-13.
15. ↑  "PR HY2015" (PDF). مؤرشف من الأصل (PDF) في 2015-11-17.
16. ↑  "Edenred 2017 annual results press release" (PDF). Edenred.
17. ↑  "Edenred finalizes its alliance with Embratec in Brazil". 31 مايو 2016.
18. ↑  "French company Edenred buys U.S. firm CSI for around $600 million". رويترز. مؤرشف من الأصل في 2023-11-13.
19. ↑  "Edenred Worldwide - The Edenred Group". www.edenred.com. اطلع عليه بتاريخ 2015-11-13.
20. ↑  "Edenred to issue meal benefits in the Republic of Moldova in 2018". Business review. مؤرشف من الأصل في 2024-12-19.